# Batalha
För andra betydelser, se Batalha (olika betydelser).

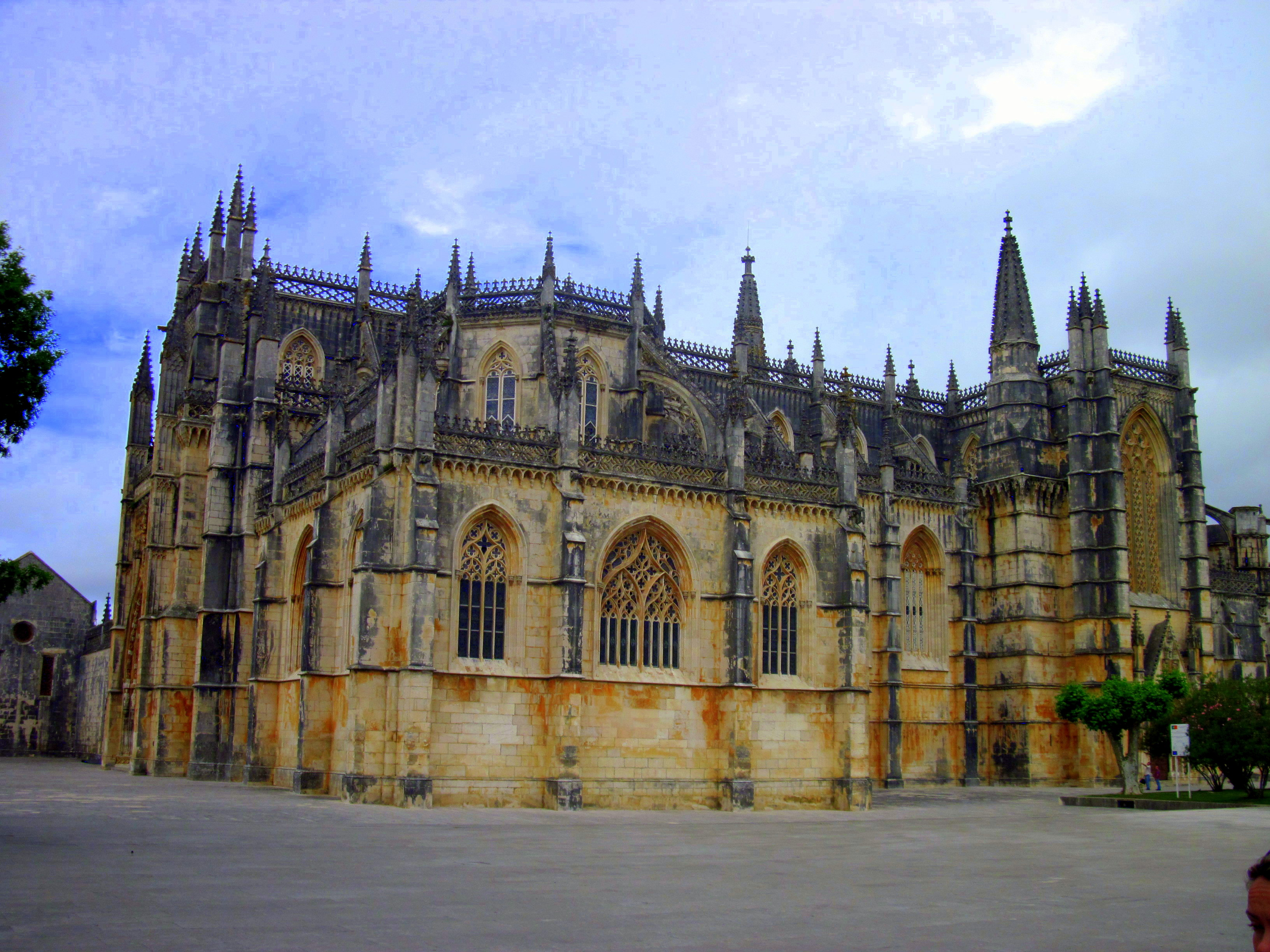
Santa Maria da Vitória na Batalha

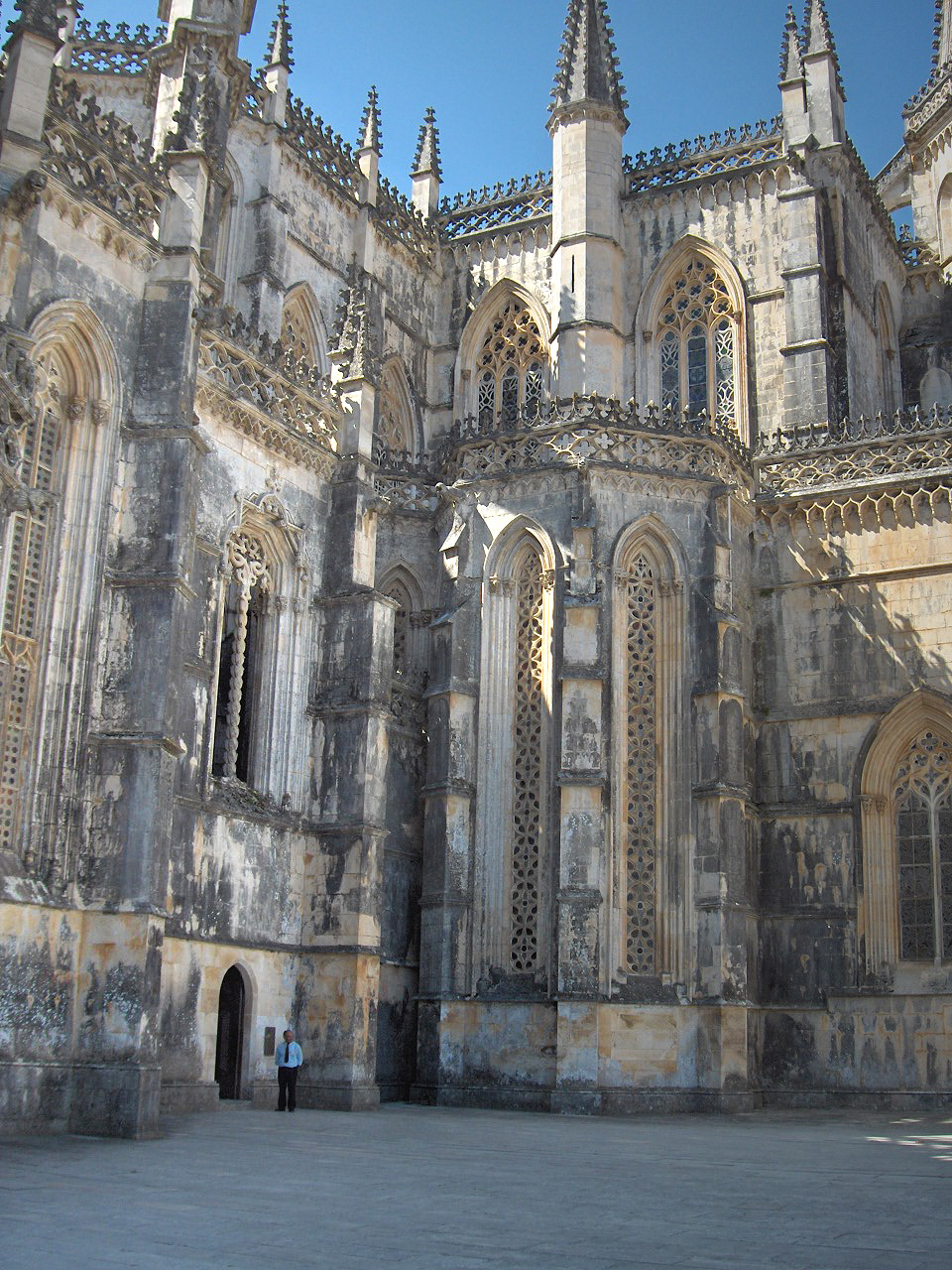
Den gotiska arkitekturen i klostret i Batalha

Batalha är en stad och kommun i distriktet Leiria, underregionen Pinhal Litoral , region Mellersta Portugal, med 8 548 invånare (2021).

## Freguesias
Staden är delad i fyra freguesias:
- Batalha
- Golpilheira
- Reguengo do Fetal
- São Mamede

## Historik
Batalha grundades av kung Johan I av Portugal samtidigt som Klostret i Batalha (Santa Maria da Vitória na Batalha) för att ära den portugisiska segern vid slaget vid Aljubarrota 14 augusti 1385, vilket satte slutpunkten för 1383-85 års kris och säkrade Portugals självständighet gentemot Spanien.

## Sevärdheter
- Klostret i Batalha
- Ryttarstayn av Sao Nuno de Santa Maria (1966-68)
- Kyrkan Matriz de Exaltaçao de Santa Cruz (1514-32)
- Capela da Santa Casa da Misericórdia (1700-talet)
- Boutaca-bron (1862)
- Edifício Mouzinho de Albuquerque
- Capela de Nossa Senhora do Caminho
- Boca da Mina das Barrojeiras
- Kyrkan Paroquial Nossa Senhora dos Remédios